# Бобылёв, Владимир Александрович
Владимир Александрович Бобылёв (род. 18 апреля 1997, Липецк) — российский хоккеист, нападающий. Мастер спорта России (2025).

## Биография
Начал заниматься хоккеем в академии «Липецка» и выступал в ней до 12 лет. В 2009 году перешёл в школу мытищинского «Атланта» и выступал в открытом чемпионате Москвы. С 2013 года начал выступать за клуб Молодёжной хоккейной лиги «Атланты». В сезоне 2013/14 провёл 38 матчей, набрав 8 (4+4) очков. Летом 2014 году решил попробовать себя за океаном и перешёл в клуб Западной хоккейной лиги «Ванкувер Джайентс». В сезоне 2014/15 провёл 52 матча, набрав 9 (3+6) очков.
Летом 2015 года вернулся в Россию в московский «Спартак», подписав пробный контракт. Но так как его не видели в основной команде, он решил вернуться в Канаду и подписал контракт с клубом «Виктория Роялс». Второй сезон в Северной Америке по-настоящему стал прорывом в карьере Бобылёва, он стал игроком стартовой пятёрки. В сезоне 2015/16 провёл 77 матчей, набрав 74 (28+46) очка, при показателе полезности «+49». 25 июня 2016 года был выбран клубом «Торонто Мэйпл Лифс» на драфте НХЛ под общим 122-м номером.
11 июля 2016 года снова вернулся в «Спартак» подписав двусторонний контракт на два сезона. Дебютировал в Континентальной хоккейной лиге 27 августа 2016 года в матче против рижского «Динамо» (4:3). Первое очко в КХЛ набрал 4 сентября 2016 года в матче против «Слована» (2:1), а первую шайбу забросил 29 сентября 2016 года в матче с «Автомобилистом» (3:0). 9 декабря 2016 года «Спартак» расторг контракт с Бобылёвым по обоюдному согласию сторон. В сезоне 2016/17 провёл 20 матчей, набрав 3 очка (1+2) в КХЛ, а также сыграл 3 матча, набрав 2 (1+1) очка в ВХЛ за фарм-клуб «Химик».
10 декабря 2016 года вернулся в канадский клуб «Виктория Роялс». В сезоне 2017/18 провёл 44 матча, набрав 39 (10+29) очков. Летом 2017 года проходил тренировочный лагерь «Торонто», но не попал в команду и был отправлен в низшие лиги. 9 октября 2017 года в результате обмена на Степана Хрипунова перешёл в «Салават Юлаев». В составе уфимского клуба выступал до декабря 2019 года и провёл в КХЛ 6 матчей, не набрав очков. Также выступал за фарм-клуб «Торос» в ВХЛ, проведя 100 матчей и набрав 34 (13+21) очка. В 2018 году провёл 18 матчей и набрал 18 (8+10) очков за «Толпар» в МХЛ.
27 декабря 2019 года в результате обмена на Алексея Кручинина пополнил состав «Трактора». За челябинский клуб выступал до конца сезона 2020/21 и провёл 15 матчей в КХЛ, не набрав очков. Также выступал в составе фарм-клуба «Челмет» в ВХЛ, проведя 38 матчей и набрав 21 (11+10) очко. 25 июня 2021 года в результате обмена на денежную компенсацию вернулся в московский «Спартак», а 25 августа 2021 года в результате обмена на Егора Савикова пополнил состав «Лады», выступающей в ВХЛ. 15 августа 2022 года был обменян в «Тамбов». 13 мая 2023 года стал игроком «Рубина». 4 июня 2025 года перешёл в «Дизель».

## Статистика
| Легенда | Легенда                    | Легенда | Легенда                   | Легенда | Легенда    |
| ------- | -------------------------- | ------- | ------------------------- | ------- | ---------- |
| И       | Количество проведённых игр | Штр     | Штрафное время            | +/−     | Плюс-минус |
| Г       | Голы                       | П       | Голевые передачи          | О       | Очки       |
| -       | Статистика неизвестна      | —       | Статистика не учитывалась |         |            |

| 2013/14     | Атланты             | МХЛ         | 35 | 4  | 4  | 8  | 36 | 3  | 0 | 0 | 0 | 4  |
| 2014/15     | Ванкувер Джайэнтс   | WHL         | 52 | 3  | 6  | 9  | 39 | —  | — | — | — | —  |
| 2015/16     | Виктория Роялс      | WHL         | 72 | 28 | 39 | 67 | 60 | 5  | 0 | 7 | 7 | 2  |
| 2016/17     | Спартак (Москва)    | КХЛ         | 20 | 1  | 2  | 3  | 10 | —  | — | — | — | —  |
| 2016/17     | Химик (Воскресенск) | ВХЛ         | 3  | 1  | 1  | 2  | 0  | —  | — | — | — | —  |
| 2016-17     | Виктория Роялс      | WHL         | 38 | 9  | 27 | 36 | 53 | 6  | 1 | 2 | 3 | 10 |
| 2017/18     | Салават Юлаев       | КХЛ         | 3  | 0  | 0  | 0  | 4  | —  | — | — | — | —  |
| 2017/18     | Торос               | ВХЛ         | 11 | 0  | 1  | 1  | 6  | —  | — | — | — | —  |
| 2017/18     | Толпар              | МХЛ         | 18 | 8  | 10 | 18 | 39 | 2  | 1 | 0 | 1 | 0  |
| 2018/19     | Салават Юлаев       | КХЛ         | 3  | 0  | 0  | 0  | 0  | —  | — | — | — | —  |
| 2018/19     | Торос               | ВХЛ         | 53 | 2  | 12 | 14 | 43 | 13 | 1 | 5 | 6 | 35 |
| 2019/20     | Торос               | ВХЛ         | 36 | 11 | 8  | 19 | 36 | —  | — | — | — | —  |
| 2019/20     | Трактор             | КХЛ         | 10 | 0  | 0  | 0  | 0  | —  | — | — | — | —  |
| 2019-20     | Челмет              | ВХЛ         | 3  | 2  | 0  | 2  | 2  | —  | — | — | — | —  |
| 2020/21     | Трактор             | КХЛ         | 5  | 0  | 0  | 0  | 2  | —  | — | — | — | —  |
| 2020/21     | Челмет              | ВХЛ         | 35 | 9  | 10 | 19 | 60 | 5  | 0 | 1 | 1 | 2  |
| Всего в КХЛ | Всего в КХЛ         | Всего в КХЛ | 41 | 1  | 2  | 3  | 14 | —  | — | — | — | —  |